# Drymobius melanotropis
Espèce
Synonymes
- Dendrophidium melanotropis Cope, 1876

Statut de conservation UICN

 LC  : Préoccupation mineure
Drymobius melanotropis est une espèce de serpents de la famille des Colubridae.

## Répartition
Cette espèce se rencontre au Costa Rica, au Honduras, au Nicaragua et au Panamá.

## Description
Dans sa description Cope indique que le spécimen en sa possession mesure 124 cm dont 37 cm pour la queue. Son dos est vert et sa face ventrale jaune.

## Publication originale
- Cope, 1876 "1875" : On the Batrachia and Reptilia of Costa Rica : With notes on the herpetology and ichthyology of Nicaragua and Peru. Journal of the Academy of Natural Sciences of Philadelphia, ser. 2, vol. 8, p. 93–154 (texte intégral).